# Faringe
La faringe es una estructura con forma de tubo con dos tejidos que está situada en el cuello y revestida de una membrana mucosa; conecta la cavidad bucal y las fosas nasales con el esófago y la laringe respectivamente, y por ella pasan tanto el aire como los alimentos, por lo que forma parte del aparato digestivo así como del respiratorio. Ambas vías quedan separadas por la epiglotis, que actúa como una válvula. En el ser humano la faringe mide unos trece centímetros, extendida desde la base externa del cráneo hasta la sexta o séptima vértebra cervical, a la altura  del borde caudal del cartílago cricoides. Está ubicada delante de la columna vertebral.

## Localización
La faringe es un órgano muscular y membranoso que se extiende desde la base del cráneo, limitado por el cuerpo del esfenoides, apófisis basilar del hueso occipital y el peñasco, hasta la entrada del esófago que coincide con la sexta vértebra cervical. Se encuentra sostenida por una masa muscular, los músculos constrictores de la faringe, los músculos que se insertan en la apófisis estiloides (como el estilogloso, estilofaríngeo, etc) y los músculos que se insertan en la apófisis mastoides, principalmente el esternocleidomastoideo. La faringe se encuentra recubierta por una mucosa la cual es diferente según la zona que se estudie:
- Nasofaringe: epitelio cilíndrico ciliado pseudoestratificado;
- Orofaringe: epitelio escamoso estratificado;
- Laringofaringe: epitelio escamoso estratificado.

## Partes
- Nasofaringe: también se llama faringe superior o rinofaringe (o también epifaringe) al arrancar de la parte posterior de la cavidad nasal.[3] El techo de la faringe situado en la nasofaringe se llama cavum, donde se encuentran las amígdalas faríngeas o adenoides. La nasofaringe está limitada por delante de las coanas y las fosas nasales y por abajo del velo del paladar. A ambos lados presenta el orificio que pone en contacto el oído medio con la pared lateral de la faringe a través de la Trompa de Eustaquio. Detrás de este orificio se encuentra un receso faríngeo llamado fosita de Rosenmüller. En la pared posterior de la nasofaringe se aprecia el relieve del arco anterior del atlas o primera vértebra cervical.

- Orofaringe: también se llama faringe media o bucofaringe, debido a que por delante está ubicada la boca o cavidad oral[2] a través del istmo de las fauces. Por arriba está limitada por el velo del paladar y por abajo por la epiglotis. En la orofaringe se encuentran las amígdalas palatinas o anginas,[2] entre los pilares palatinos anteriores o glosopalatino y posterior faringopalatino.

- Laringofaringe: también se llama hipofaringe o faringe inferior. Comprende las estructuras que rodean la laringe por debajo de la epiglotis, como los senos piriformes y el canal retrocricoideo, hasta el límite con el esófago.[2] En medio de los senos piriformes o canales faringolaríngeos se encuentra la entrada de la laringe delimitada por los pliegues aritenoepiglóticos.

## Funciones
- Deglución: Es el paso alimenticio desde la boca hacia el esófago.[4]
- Respiración:[4] Por respiración generalmente se entiende al proceso fisiológico indispensable para la vida de los organismos que consta de inspiración o inhalación y espiración (suele simplificarse en aeróbicos y anaeróbicos vulgarmente). El aire pasa a la faringe, con esta cavidad también conecta con la boca, por lo tanto, también puede pasar aire a través de esta, aunque no es lo más recomendable, ya que no filtra ni calienta el aire.
- Fonación: Es el trabajo muscular realizado para emitir sonidos inteligibles, es decir, para que exista la comunicación oral. Es el mayor resonador.
- Audición: Interviene en la audición, ya que la trompa auditiva está lateral a ella y se unen a través de la trompa de Eustaquio.
- Otras funciones de la faringe son la olfacción, salivación, masticación, funciones gustativas, protección y continuación de la cámara de resonancia para la voz.

## Músculos de la faringe
- Músculo tensor del velo del paladar.
- Músculo elevador del velo del paladar.
- Músculo constrictor superior de la faringe.

Se inserta arriba por fuera en el ala interna de la apófisis pterigoides (además de su gancho), el ligamento pterigomandibular, del proceso alveolar de la mandíbula sobre el extremo posterior de la línea del milohioidea.
Las fibras se dirigen hacia atrás para insertarse en el rafé medio, también se prolonga a través de su fascia en el tubérculo faríngeo de la apófisis basilar del hueso occipital.
Las fibras superiores se arquean debajo del elevador del velo del paladar (periestafilino interno) y de la trompa de Eustaquio.El intervalo entre el límite superior de este músculo y la base del cráneo es cerrado por la fascia Faríngea (conocido como el seno de Morgagni).
- Músculo estilofaríngeo.
- Músculo constrictor medio de la faringe.

Más pequeño que su predecesor. Se inserta en toda la longitud del asta mayor y asta menor del Hioides además del ligamento Estilohioideo. Las fibras más inferiores descienden debajo del Constrictor inferior; las fibras medias pasan transversalmente, y las fibras superiores asciendentraslapándose con las del constrictor superior. Hacia atrás se inserta en el rafé fibroso medio posterior, mezclando con músculo opuesto.
- Músculo contrictor inferior de la faringe.

El más grueso de los 3, se inserta a los lados del cartílago cricoides y tiroides.En el cartílago cricoides se inserta en el intervalo entre el Cricotiroideo (en frente), y la faceta articular para el cuerno inferior del cartílago de tiroides (por detrás).
En el cartílago de la tiroides se inserta por detrás de la línea oblicua. Hacia atrás se une medialmente con el músculo del lado opuesto en el rafe fibroso (línea media posterior de la faringe).
Las fibras inferiores son horizontales y continuas con las fibras circulares del Esófago; el resto asciende, aumentando de oblicuidad, continuándose con el constrictor medio.
- Músculo cricotiroideo.
- Músculo digástrico.
- Músculo hiogloso.
- Músculo estilogloso.
- Músculo salpingofaríngeo.
- Músculo palatofaríngeo.

## Enfermedades de la faringe
- Faringitis
- Amigdalitis
- Cáncer de orofaringe
- Carcinoma de cavum
- Carcinoma de hipofaringe
- Ronquido
- Cáncer
- Faringitis aguda
- Dolor de garganta

## Fenómenos en la faringe y esófago
- El alimento es propulsado en dirección posterior hacia el esófago (tubo muscular de unos 25 cm de largo).
- La deglución es el pasaje del alimento hacia el esófago y a través de él hacia el estómago. Comienza como una acción voluntaria, una vez encaminada continúa involuntariamente.
- La parte superior del esófago es un músculo estriado, pero la parte inferior es lisa.
- Tanto los líquidos como los sólidos son propulsados a lo largo de ese órgano por peristalsis, este proceso es tan eficiente que se puede tragar agua estando cabeza abajo.
- El alimento pasa por la faringe y el esófago, en cuestión de segundos, debido a las contracciones de las paredes musculares de estos órganos. La fuerza de gravedad tiene poca importancia en la progresión del bolo alimenticio, ya que es igualmente rápida tanto en posición horizontal como vertical (peristalsis).
- El esófago pasa a través del diafragma (separa la cavidad torácica y cavidad abdominal), y se abre en el estómago que con el resto de los órganos digestivos, se encuentran en el abdomen.